# Igor Czudinow
Igor Czudinow (ur. 21 sierpnia 1961 w Biszkeku) – kirgiski polityk, premier Kirgistanu od 24 grudnia 2007 do 21 października 2009.
Na stanowisku premiera zastąpił Iskenderbeka Aidaralijewa. Nominację uzyskał z ramienia partii Ak Żoł. Przed objęciem stanowiska szefa rządu zajmował stanowisko ministra energii i przemysłu.
20 października 2009 premier Czudinow podał się dymisji z powodu ogłoszonego przez prezydenta Kurmanbeka Bakijewa planu reformy strukturalnej administracji. Tego samego dnia rządząca partia Ak Żoł nominowała Danijara Usenowa na stanowisko nowego szefa rządu. 21 października 2009 prezydent mianował Usenowa nowym szefem rządu.
W 2013 roku przeszedł do ugrupowania Bir-Boł. W wyborach parlamentarnych w 2015 został wybrany z jej list do Rady Najwyższej.